# Danoa
Danoa  è una città e sottoprefettura  della Costa d'Avorio, situata nel dipartimento di Doropo. Conta una popolazione di 6 902 abitanti (censimento 2014).